# Кубок Лихтенштейна по футболу 1999/2000
Кубок Лихтенштейна по футболу 1999/00 (нем. Liechtensteiner Cup 1999/00) — 55-й сезон ежегодного футбольного соревнования в Лихтенштейне. Победитель кубка квалифицируется в квалификационный раунд Кубок УЕФА 2000/01. Обладателем кубка в 29-й раз в своей истории стал Вадуц.

## Первый раунд
Матчи состоялись 19 и 20 октября 1999 года.
| Хозяева        | Счёт           | Гости       |
| -------------- | -------------- | ----------- |
| Тризен II      | 3:3(4:3 пен.)  | Шан III     |
| Тризен         | 1:1 (2:1 пен.) | Вадуц II    |
| Бальцерс II    | 2:1            | Тризенберг  |
| Тризенберг II  | 0:9            | Бальцерс    |
| Эшен-Маурен II | 0:3            | Шан         |
| Руггелль II    | 2:4 (д.в.)     | Эшен-Маурен |
| Вадуц III      | 3:0            | Руггелль    |

## 1/4 финала
Матчи состоялись 9 ноября 1999 года, 2 марта и 5 апреля 2000 года.
| Хозяева     | Счёт | Гости       |
| ----------- | ---- | ----------- |
| Вадуц III   | 0:2  | Бальцерс    |
| Тризен II   | 0:22 | Вадуц       |
| Тризен      | 2:1  | Эшен-Маурен |
| Бальцерс II | 1:2  | Шан         |

## 1/2 финала
Матчи состоялись 11 и 12 апреля 2000 года.
| Хозяева | Счёт           | Гости    |
| ------- | -------------- | -------- |
| Шан     | 2:2 (7:8 пен.) | Бальцерс |
| Тризен  | 0:3            | Вадуц    |

## Финал
Финал состоялся 10 мая 2000 года на стадионе Райнпарк в Вадуце.
| Хозяева | Счёт | Гости    |
| ------- | ---- | -------- |
| Вадуц   | 6:0  | Бальцерс |